# 兵庫県道566号上鴨川西脇線
兵庫県道566号上鴨川西脇線（ひょうごけんどう566ごう かみかもがわにしわきせん）は、兵庫県加東市から西脇市に至る一般県道である。

## 概要
加東市上鴨川から西脇市上戸田に至る。

### 路線データ
- 起点：加東市上鴨川（上鴨川交差点、国道372号交点、兵庫県道311号上鴨川木津線起点）
- 終点：西脇市上戸田（上戸田交差点、国道175号交点）
- 総延長：6.819 km

## 路線状況

### 重複区間
- 兵庫県道294号黒田庄多井田線（西脇市鹿野町・鹿野東交差点 - 西脇市鹿野町）

### 道路施設

#### 橋梁
- 鹿野大橋（加古川、西脇市）

#### トンネル
- しら坂トンネル：延長344 m、1996年（平成8年）竣工、加東市 - 西脇市

## 地理

### 通過する自治体
- 加東市
- 西脇市

### 交差する道路
| 交差する道路                             | 市町村名 | 交差する場所           | 交差する場所        |
| ---------------------------------------- | -------- | ---------------------- | ------------------- |
| 国道372号 兵庫県道311号上鴨川木津線      | 加東市   | 上鴨川                 | 上鴨川交差点 / 起点 |
| 兵庫県道294号黒田庄多井田線 重複区間起点 | 西脇市   | 鹿野町（しかのちょう） | 鹿野東交差点        |
| 兵庫県道294号黒田庄多井田線 重複区間終点 | 西脇市   | 鹿野町                 |                     |
| 国道175号                                | 西脇市   | 上戸田                 | 上戸田交差点 / 終点 |

### 交差する鉄道
- 加古川線

### 沿線
- ゴールデンバレーゴルフ倶楽部
- 比延郵便局
- JR西日本加古川線 比延駅